# Collection JOB
Vous lisez un « bon article » labellisé en 2013.

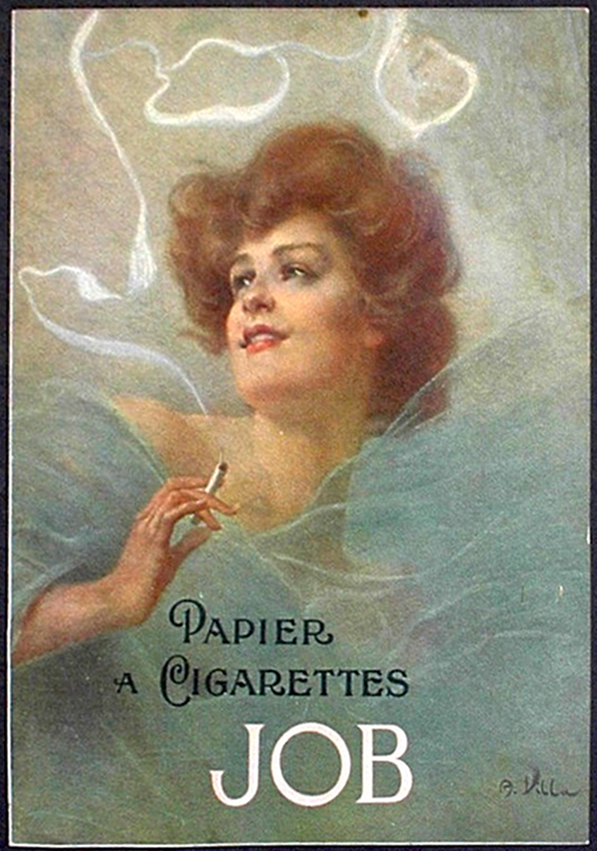
Calendrier 1907, Aleardo Villa

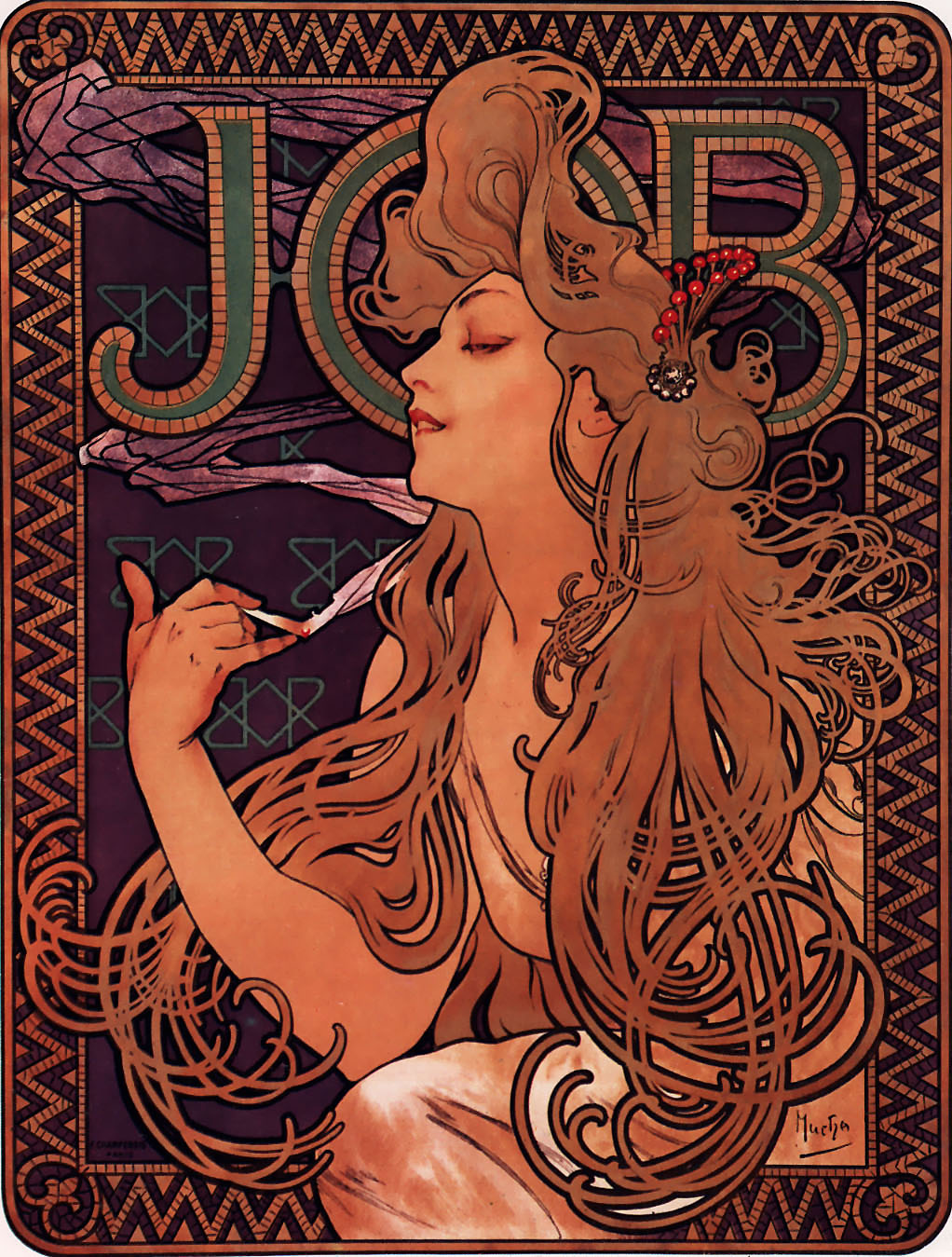
Calendrier 1897. La femme blonde, Alfons Mucha

La collection JOB est une production d'œuvres graphiques constituée de calendriers, affiches et cartes postales à vocation publicitaire pour la fabrique de papier à cigarettes JOB. De caractère artistique, elle est illustrée par des peintres et affichistes de renom, principalement lors de la période Art nouveau.
Les propriétaires de la marque JOB, petits-enfants et alliés du fondateur Jean Bardou, sont des industriels et mécènes. Dès 1895 et jusque pendant la grande guerre, ils obtiennent la contribution de nombreux artistes, souvent leurs amis proches, pour faire la publicité du papier à cigarettes. Des peintres et illustrateurs, représentant les principaux courants artistiques de l'époque, allant du peintre pompier Paul Jean Gervais au moderniste catalan Ramon Casas, de l'orientaliste Georges Rochegrosse à l'humoriste montmartrois Charles Léandre, et aussi Jane Atché apportent leur concours. Cette collection de 32 œuvres sera connue du grand public par les tirages de calendriers ou affiches et très largement diffusée en cartes postales tant en France qu'à l'étranger. Les deux plus célèbres productions La femme blonde et La femme brune d'Alfons Mucha rencontrent un immense succès et sont, aujourd'hui encore, très recherchées des collectionneurs.
À côté de cette production bien référencée, d'autres œuvres ne bénéficient pas du moyen de grande diffusion offert par la carte postale, soit qu'elles sont restées au stade d'ébauche, comme les soldats imaginés par Henri de Toulouse-Lautrec soit qu'elles ne font l'objet que de rares affiches, comme les espagnoles de Gaspar Camps. Les biographies récentes des artistes, les collections d'affiches conservées dans les musées, permettent de tenter de reconstituer l'exhaustivité de la collection jusque dans les années 1920 où la création deviendra très sporadique. Plus tard, des artistes, influencés par la création JOB et l'Art nouveau, remettront à l'honneur certaines affiches. Ainsi, dans les années 1960, une affiche JOB de Mucha sera réinterprétée avec effet psychédélique, et en 2008 l'artiste stuckiste Paul Harvey proposera une nouvelle version des affiches publicitaires de la marque.
La collection JOB constitue un exemple significatif du « mariage de l'Art et de l'Industrie », un des fondements de l'Art nouveau, dans le domaine des Arts graphiques.

## JOB, publicité et création artistique Art nouveau

### Publicité et Art nouveau

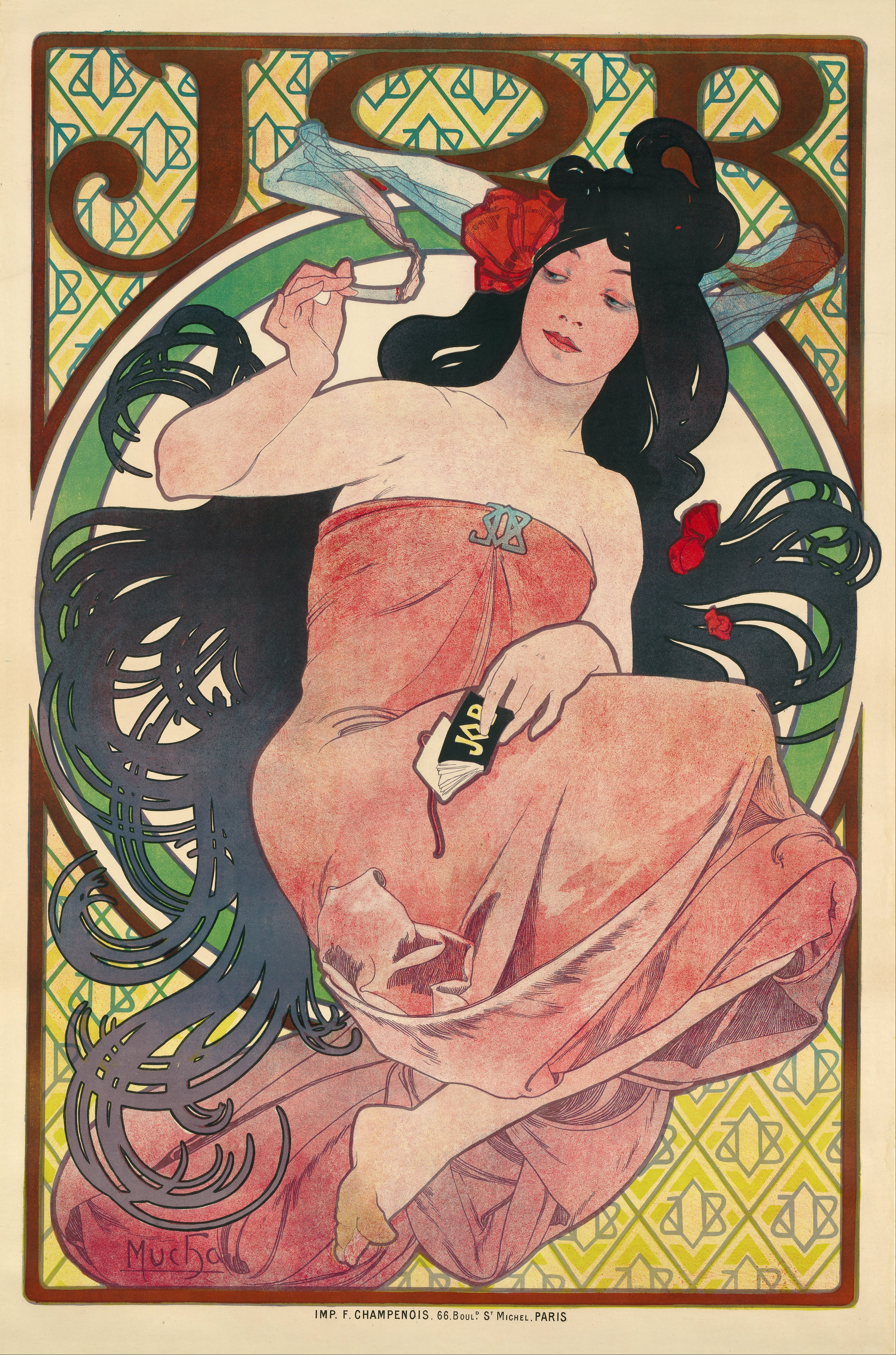
Affiche 1898. La femme brune, Alfons Mucha

Aux alentours de 1900, l'Art nouveau, comme la carte postale sont à leur apogée. C'est une période de renouvellement fondamental des arts ; la nature et la femme-fleur sont, à l'instar du japonisme, source d'inspiration des artistes.
Les peintres, même les gloires de l'académisme, ne rechignent pas à participer aux nombreux concours d'affiches et de cartes postales éditées en grande série, c'est l'heure des collections : Lefèvre-Utile, La Meuse, Nestlé, Byrrh… Les milliers d'affiches de la célèbre Chérette du dessinateur Jules Chéret, ancêtre de la Pin-up, tapissent les murs de Paris ouvrant la voie à Alfons Mucha et aux nombreux peintres dont la femme sera la source d'inspiration principale.
Les imprimeurs, à partir des projets des artistes, utilisent le procédé de reproduction en chromolithographie, technique d’impression en quadrichromie, développé en 1839 par Godefroy Engelmann. L’emploi des trois couleurs primaires (bleu, jaune, rouge), auxquelles on ajoute le noir, permet d’obtenir toutes les teintes et nuances possibles.
Grâce à cette collaboration, l'Art nouveau, via les reproductions en formats réduits sur papier, se démocratise et entre dans tous les foyers. La publicité artistique et les cartes postales illustrent bien la vocation de l'Art nouveau, voulu comme un « art pour tous » et un mariage de l'Art et de l'Industrie. Même s'il ne s'agit pour Paul Éluard que de « la petite monnaie de l’art », elles donnent « parfois l’idée de l’or ».

### Famille Bardou, industriels et mécènes

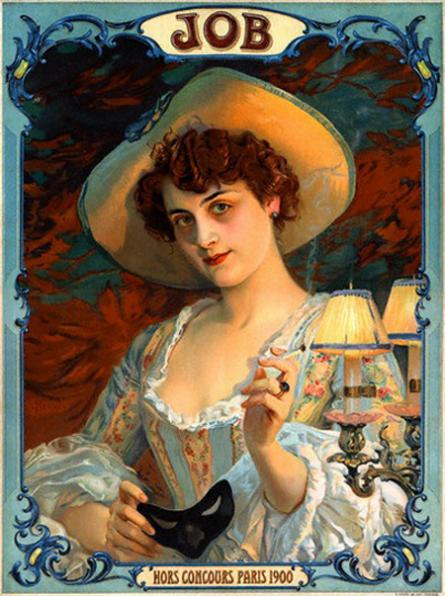
Calendrier 1904 Paul Gervais

La promotion des produits comme le papier à cigarettes, passe par la « réclame » : on achète mieux ce que l’on voit ou croit voir. Tel est le cas des publicités pour le papier à cigarettes JOB de la famille Bardou.
Dans la deuxième moitié du XIXe siècle, Pierre Bardou-Job fait des ateliers de fabrication de papier à cigarettes créés par son père Jean Bardou, une grande manufacture. Industriel fortuné et mécène, une partie de ses biens est constituée de collections artistiques. Après sa mort en 1892, ses trois enfants, Camille, Justin et Jeanne, par alliance avec des notables locaux, forment la société Pierre Bardou-Job en mémoire de leur père. Elle est constituée par Justin Bardou-Job, Charles Ducup de St Paul, époux de Camille, et Jules Pams, époux de Jeanne. En témoignage de cette époque, il existe un projet de publicité à la gouache d'Alfons Mucha montrant une variante de la femme blonde, habillée de bleu sur fond noir, le mot JOB inscrit en rouge en arrière-plan. Au-dessus du dessin figure le nom Pierre Bardou-Job, l'adresse du siège social de Perpignan et en dessous celle d'un exploitant de Toulouse.
Ainsi, les Bardou et leurs alliés, notamment les Pams et Ducup de Saint Paul, en industriels avisés mais aussi mécènes aux goûts raffinés, demandent à leurs amis artistes d'illustrer par des publicités les productions de la firme de papier à cigarettes. Les relations entre cette famille et les peintres de renom sont étroites : Georges de Feure passe ses vacances avec les Bardou-Pams, Paul Jean Gervais et Alfons Mucha sont dans le cercle proche. Plus encore, le calendrier d'Edgar Maxence de 1901, la femme rousse à l'orchidée, tableau symboliste dont l'original est au musée d'Orsay, représente le portrait de Jeanne, la fille de Pierre Job-Bardou.
Outre des Bouisset, Meunier, Chéret et le déjà célèbre Mucha, ils arrivent ainsi à obtenir le concours de nombreux artistes. En tout, une trentaine de peintres et dessinateurs de premier ou second plan vont collaborer à la création publicitaire de la marque entre 1895 et 1925.

### Collection Art nouveau JOB

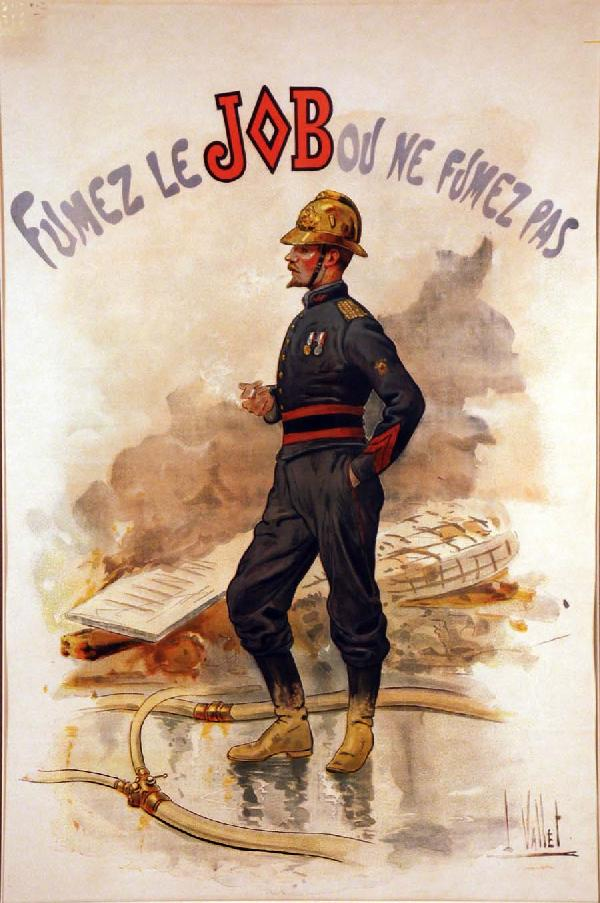
Affiche 1900 Louis Vallet.

Par le biais des revues artistiques Art nouveau, des salons et surtout les nombreux concours d'affiches, la notoriété des artistes s'établit et les commandes se passent. Ainsi, en 1896 a lieu à Reims une importante exposition d’affiches artistiques françaises et étrangères à laquelle ont pris part les plus grands illustrateurs de l'époque. Le catalogue de 202 pages annonce « la description des 1690 plus belles affiches (…) et les portraits de 48 des principaux artistes. ». En effet, Alfons Mucha côtoie la jeune Jane Atché, Firmin Bouisset ou encore Henri de Toulouse-Lautrec. Le projet de ce dernier n’est pas retenu, tandis que celui de Jane Atché est récupéré par la société JOB au prix de quelques modifications.
Entre 1895 et 1916, trente-deux œuvres, pour ne citer que celles reproduites en cartes postales, sont ainsi signées des plus grands noms de l'époque. Éditées le plus souvent en calendriers, reproduites, devant leur succès, dès 1903 en cartes postales, elles sont vendues ou données en cadeau de fin d'année aux ouvriers des usines de la marque. La femme blonde imaginée par Mucha en 1896 obtient un énorme succès, l'affiche est vendue en édition populaire à 3 francs et en tirage de luxe. En plus des tirages papier, les illustrations sont reproduites sur divers supports, comme des boîtes à tabac ou à cigarettes en tôle lithographiée. À ces 32 pièces bien référencées, s'ajoutent une quinzaine d'autres créations, curieusement peu répertoriées, telle l'affiche de Louis Vallet (vers 1900), l'affiche de Manuel Orazi (vers 1900) et deux affiches, au moins, de Gaspar Camps (vers 1915), pour ne citer que des artistes de renom.
Le thème récurrent de la collection est la femme, avec souvent une cigarette à la main et dont les volutes de fumée ou l'arrière-plan indiquent « qu'elle fume le JOB ». La femme qui fume est certes une femme libérée, mais dans la société conservatrice de l'époque ce n'est pas un signe de classe. Dans son livre France fin de siècle Eugen Weber écrit « les femmes qui fument sont des femmes de bas étage ou des criminelles » et dans les années 1890, les femmes respectables qui fument sont considérées comme « soit des excentriques soit des féministes revendiquant l'égalité des sexes ». Si la femme blonde de Mucha reprend ce stéréotype d'une femme écervelée aux yeux mi-clos se laissant enivrer par les plaisirs futiles, Jane Atché est au contraire considérée comme une des premières artistes à avoir présenté la femme fumant de JOB sous des traits valorisants et non d'une femme légère ouvrant la voie aux femmes à bien d’autres conquêtes.

## Illustrateurs

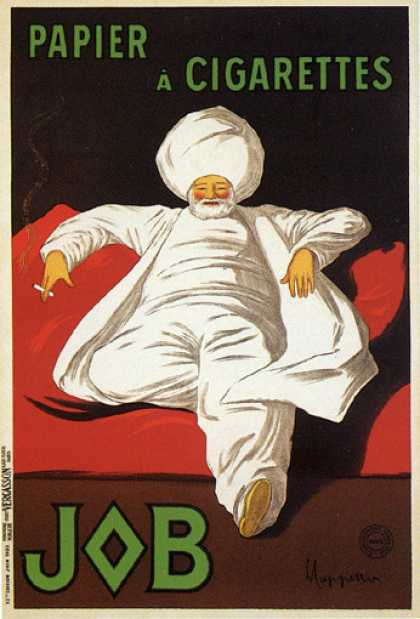
Affiche 1914 Leonetto Cappiello.

Souvent scrupuleusement conservés dans les greniers après usage de l'éphéméride, les calendriers sont oubliés après guerre lorsque la mode change et parce que l'on voulait effacer des mémoires les tragédies passées. Abandonnés, souvent détruits, quelques-uns ressortent aujourd'hui, en plus ou moins bon état, pour une deuxième vie. Parfois même, des piles entières sont retrouvées dans les stocks des anciens dépositaires. Les représentants des afficheurs, en habiles commerciaux ayant pu convaincre le client qu'un tirage en plusieurs milliers d'exemplaires coûtait « à peine plus cher » que celui nécessaire, ont aussi, sans le vouloir, contribué à la pérennité de l'œuvre. Dans tout ce laps de temps, c'est également grâce aux nombreux cartophiles essayant de reconstituer la collection JOB que la mémoire a pu être gardée, d'autant plus que les cartes portent généralement les références du calendrier ou de l'affiche qu'elles reproduisent. Ainsi la mémoire est, en grande partie, sauve.
Des peintres et dessinateurs célèbres ont participé à la collection JOB :
- Jane Atché
- Firmin Bouisset
- Gaspar Camps
- Leonetto Cappiello
- Ramon Casas
- Jules Chéret,
- Paul Jean Gervais
- Daniel Hernández
- Charles Léandre
- Edgar Maxence
- Alfons Mucha
- Armand Rassenfosse
- Georges-Antoine Rochegrosse
- Louis Vallet

Sans oublier les projets non publiés : Soldat fumant sa pipe de Henri de Toulouse-Lautrec et une série de quatre femmes qui fument de Georges de Feure.
À côté de ces grands noms, d'autres illustrateurs ont participé à la production de la collection :

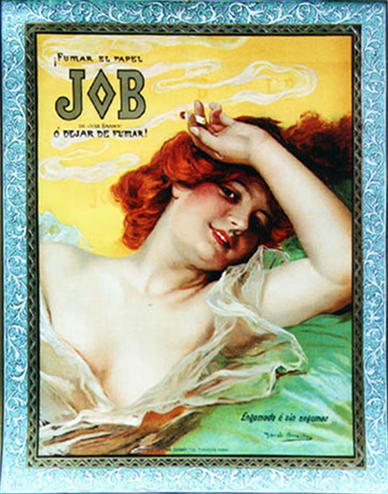
Calendrier 1898 Daniel Hernández

- Angelo Asti (1847-1903), école française. D'ascendance italienne, né à Paris où il réalise la majorité de son œuvre. Peintre de genre et de portraits, il expose régulièrement au salon à partir de 1890. S'il est connu pour ses tableaux de femmes, dans des attitudes rêveuses ou « glamour »[16], il l'est encore plus des cartophiles pour son énorme production de cartes postales.
- Julien Duvocelle (1873-1961), école française[17]. Il expose régulièrement au salon à partir de 1897 et obtient, dès cette époque, des distinctions dont une médaille de bronze lors de l'exposition universelle de 1900. Peintre de portraits, sa contribution d'affichiste et d'illustrateur de cartes postales est plus confidentielle.
- Lluís Graner (1863-1929), école espagnole. Ce peintre est connu pour ses dessins et illustrations d'affiches. Membre de la Société nationale des beaux-arts, il obtient une mention lors de l'Exposition universelle de 1889. Ses œuvres sont exposées au Musée national d'art de Catalogne[8].
- Joseph Granié (1861-1915), école française. Élève de Jean-Léon Gérôme, ce peintre commence sa carrière à Toulouse avant son installation à Paris. Artiste de talent, il se distingue par l'éclectisme de son œuvre. Il expose plusieurs fois au Salon des artistes français des sujets variés. Les musées, de Toulouse et Paris, conservent quelques-unes de ses œuvres, tel le Portrait d'Yvette Guilbert (Musée d'Orsay)[18].
- Gabriel Hervé (1868-1942), école française. Né en Charente, peintre de portrait et de genre. Il est, à partir de 1903, Sociétaire des Artistes français.
- André Joyeux (1871-1929), école française. Ancien élève de l'École nationale supérieure des Beaux-Arts à Paris, il s'installe en Cochinchine vers 1900. En 1906, il expose des tableaux pour le pavillon du Tonkin à l'exposition coloniale de Marseille. Il devient premier professeur et directeur de l'école des arts appliqués de Gia Định (Trường Mỹ nghệ thực hành Gia Định) fondée en 1913 dans la banlieue de Saigon. Il est peintre et illustrateur de livres sur la vie des colonies comme Silhouettes Saigonnaises (Saigon, 1909), La Vie des grandes colonies (Paris : Maurice Bauche, 1912), entre autres[19].
- Eugène Loup (1867-1948), école française. Ce peintre aveyronnais est connu pour ses figures en grisailles. Il expose au Salon des artistes français et de la Société nationale des beaux-arts. En 1900, lors de l'exposition universelle, il reçoit une médaille[8].
- Georges Meunier (1869-1942), école française. Peintre, dessinateur, lithographe et affichiste parisien, il est élève de William Bouguereau à l'école des beaux-arts de Paris[20]. Il publie des vignettes dans les revues humoristiques de l'époque comme Le Rire, L'Assiette au beurre et participe assidûment au salon des humoristes. Influencé par Jules Chéret, il réalise de très nombreuses affiches, notamment pour l'imprimerie artistique Chaix. Outre son travail pour JOB, il participe aux grandes séries publicitaires de l'époque (collection Byrrh, album pour le vin Mariani) et pour la collection des cent[8].
- Manuel Orazi (1860-1934) école italienne. Illustrateur et affichiste dans le style Art nouveau dont la biographie est encore peu étudiée. Il réalise des partitions pour la maison Ricordi à Milan. En France, il expose en 1896 dans la Maison de l'Art nouveau de Samuel Bing une lithographie et un calendrier magique[21], curieuse œuvre ésotérique écrite en 1895 par Augustin de Croze, illustrée par Orazi et publiée en 777 exemplaires[22]. Il illustre de nombreux livres, pour Edgar Allan Poe, Charles Baudelaire ou Oscar Wilde[23], entre autres. Pour les affiches, citons une affiche publicitaire pour La maison moderne[24]. Il est membre de la Société nationale des beaux-arts[25].
- Jean de Paleologue dit PAL (1855-1942 mais dates incertaines), peintre, illustrateur et affichiste. Après des études d'art à Paris et Londres[26], il est actif en France puis aux États-Unis. À Paris il réalise de nombreuses affiches et collabore aux revues humoristiques et artistiques Belle Époque, comme Le Rire, La Plume, Cocorico, Le Frou-Frou. Il illustre Petits poèmes russes de Catulle Mendès, recueil publié par les éditions Charpentier en 1893[27]. Il s'installe aux États-Unis en 1900.
- Aleardo Villa (1865-1906), école italienne. Ce peintre milanais est un représentant du Style liberty, la déclinaison italienne de l'Art nouveau. Initialement peintre de sujets religieux, il s'est résolument engagé sur la voie de l'affiche et de l'art publicitaire. Il est, dès 1889, un des premiers à réaliser des cartes postales en Italie pour la Maison Ricordi et diverses affiches Art nouveau.

Citons, pour être exhaustif, d'autres illustrateurs : Cyprien Boulez, peintre de portraits ; Nguyen Duc Thuc ; G. Maurice qui correspond peut-être à un pseudonyme et Félix Thuillière, peintre militaire français, officier d'académie, mort à Toulouse en 1926.

## Œuvres

### Tableau des séries
| Composition de la collection JOB | Composition de la collection JOB | Composition de la collection JOB                                 | Composition de la collection JOB | Composition de la collection JOB | Tirage en carte postale, série dite de : | Tirage en carte postale, série dite de : | Tirage en carte postale, série dite de : | Tirage en carte postale, série dite de : | Tirage en carte postale, série dite de : | Tirage en carte postale, série dite de : |
| Année                            | Illustrateur                     | Thème                                                            | Calendrier                       | Affiche                          | 1903                                     | 1910 (A)                                 | 1910 (B)                                 | 1911                                     | 1914                                     | 1916                                     |
| -------------------------------- | -------------------------------- | ---------------------------------------------------------------- | -------------------------------- | -------------------------------- | ---------------------------------------- | ---------------------------------------- | ---------------------------------------- | ---------------------------------------- | ---------------------------------------- | ---------------------------------------- |
| 1895                             | Étienne Firmin Bouisset          | Le jeune ramoneur, « hors-concours Paris 1889 »                  |                                  |                                  |                                          |                                          |                                          |                                          |                                          |                                          |
| 1895                             | Georges Meunier                  | Femme au chat, « hors-concours Paris 1889 »                      |                                  |                                  |                                          |                                          |                                          |                                          |                                          |                                          |
| 1896                             | Jules Chéret                     | « La Cherette », « hors-concours Paris 1889 »                    |                                  |                                  |                                          |                                          |                                          |                                          |                                          |                                          |
| 1897                             | Alfons Mucha                     | Femme blonde                                                     |                                  |                                  |                                          |                                          |                                          |                                          |                                          |                                          |
| 1897                             | Jane Atché                       | Femme en vert et noir, « hors-concours Paris 1889 »              |                                  |                                  |                                          |                                          |                                          |                                          |                                          |                                          |
| 1897                             | G. Maurice                       | Femme sur fond rouge, « hors-concours Paris 1889 »               |                                  |                                  |                                          |                                          |                                          |                                          |                                          |                                          |
| 1898                             | Lluís Graner                     | Vieillard à la lampe                                             |                                  |                                  |                                          |                                          |                                          |                                          |                                          |                                          |
| 1898                             | Daniel Hernández                 | Femme au coussin vert                                            |                                  |                                  |                                          |                                          |                                          |                                          |                                          |                                          |
| 1898                             | Alfons Mucha                     | Femme brune                                                      |                                  |                                  |                                          |                                          |                                          |                                          |                                          |                                          |
| 1899                             | Angelo Asti                      | Femme avec fleurs dans les cheveux, « hors-concours Paris 1889 » |                                  |                                  |                                          |                                          |                                          |                                          |                                          |                                          |
| 1900                             | Charles Léandre                  | Femme rousse                                                     |                                  |                                  |                                          |                                          |                                          |                                          |                                          |                                          |
| 1901                             | Edgar Maxence                    | Femme rousse à l'orchidée                                        |                                  |                                  |                                          |                                          |                                          |                                          |                                          |                                          |
| 1902                             | Paul Jean Gervais                | Femme au bouquet de fleurs                                       |                                  |                                  |                                          |                                          |                                          |                                          |                                          |                                          |
| 1903                             | Edgar Maxence                    | Femme en barque, « hors-concours Paris 1900 »                    |                                  |                                  |                                          |                                          |                                          |                                          |                                          |                                          |
| 1904                             | Paul Jean Gervais                | Femme au masque, « hors-concours Paris 1900 »                    |                                  |                                  |                                          |                                          |                                          |                                          |                                          |                                          |
| 1905                             | Paul Jean Gervais                | Femme en jaune                                                   |                                  |                                  |                                          |                                          |                                          |                                          |                                          |                                          |
| 1905                             | Edgar Maxence                    | Femme au figuier de Barbarie, « hors-concours Paris 1900 »       |                                  |                                  |                                          |                                          |                                          |                                          |                                          |                                          |
| 1906                             | Ramon Casas                      | Espagnole au gilet noir, « hors-concours Paris 1900 »            |                                  |                                  |                                          |                                          |                                          |                                          |                                          |                                          |
| 1906                             | Julien Duvocelle                 | Femme fond marron                                                |                                  |                                  |                                          |                                          |                                          |                                          |                                          |                                          |
| 1907                             | Aleardo Villa                    | Femme au voile bleu                                              |                                  |                                  |                                          |                                          |                                          |                                          |                                          |                                          |
| 1908                             | Georges-Antoine Rochegrosse      | Femme à la guirlande de fleurs                                   |                                  |                                  |                                          |                                          |                                          |                                          |                                          |                                          |
| 1909                             | Paul Jean Gervais                | Femme avec bouquet à la main                                     |                                  |                                  |                                          |                                          |                                          |                                          |                                          |                                          |
| 1910                             | Paul Jean Gervais                | Femme à la mantille noire                                        |                                  |                                  |                                          |                                          |                                          |                                          |                                          |                                          |
| 1910                             | Armand Rassenfosse               | Gitane                                                           |                                  |                                  |                                          |                                          |                                          |                                          |                                          |                                          |
| 1911                             | Paul Jean Gervais                | Femme au vase                                                    |                                  |                                  |                                          |                                          |                                          |                                          |                                          |                                          |
| 1912                             | Paul Jean Gervais                | Femme sur fond aquatique                                         |                                  |                                  |                                          |                                          |                                          |                                          |                                          |                                          |
| 1913                             | Joseph Granié                    | Femme au chapeau à plumes                                        |                                  |                                  |                                          |                                          |                                          |                                          |                                          |                                          |
| 1914                             | Leonetto Cappiello               | Le pacha                                                         |                                  |                                  |                                          |                                          |                                          |                                          |                                          |                                          |
| 1914                             | Nguyen Duc Thuc                  | Scène chinoise, « la grande marque française JOB »               |                                  |                                  |                                          |                                          |                                          |                                          |                                          |                                          |
| 1914                             | Georges-Antoine Rochegrosse      | Orientale au diadème                                             |                                  |                                  |                                          |                                          |                                          |                                          |                                          |                                          |
| 1915                             | Gabriel Hervé                    | Femme à la jaquette rouge                                        |                                  |                                  |                                          |                                          |                                          |                                          |                                          |                                          |
| 1916                             | Eugène Loup                      | Portrait de femme sur fond marron                                |                                  |                                  |                                          |                                          |                                          |                                          |                                          |                                          |

| calendrier | affiche | carte | signification                                     | remarque                                                   |
| ---------- | ------- | ----- | ------------------------------------------------- | ---------------------------------------------------------- |
|            |         |       | Œuvre tirée initialement en calendrier            | Pas de tirage en affiche ou tirage encore inconnu          |
|            |         |       | Œuvre tirée initialement en affiche               |                                                            |
|            |         |       | Œuvre tirée initialement en calendrier et affiche | À noter un gros retirage de l'affiche de Cappiello en 1933 |
|            |         |       | Année de série des tirages en carte postale       | 2 séries en 1910                                           |

Sources du tableau
- La vie du collectionneur, no 170[30]
- Cartes postales et collection, no 116[31]
- Site Internet imuseejob.free.fr et La vie du collectionneur, no 390[8]

### Cartes postales
Les calendriers et affiches ont été largement déclinés en cartes postales. Les cartes ne sont pas toutes inventoriées, faute d'avoir été retrouvées. En 1980, le nombre de cartes postales était estimé par l'auteur et éditeur Gérard Neudin à « au moins 84 pour 31 dessins ». Le 32e dessin correspond au calendrier du peintre Eugène Loup de 1916, répertorié par l'auteur italien Carmello Calò Carducci en 1987. Enfin, en 2001, le nombre de cartes est revu à la hausse, environ 126 cartes pour les grandes séries (selon le tableau ci-après) mais cet inventaire demeure théorique, en raison des variantes dans certaines éditions. Il est établi que 32 calendriers et affiches ont fait l'objet de cartes postales ; les cartophiles les différencient en séries. Il existe 5 séries principales jusqu'en 1914 et une rare série dite « de 1916 ». Les séries sont censées donner l'année du tirage de ces cartes mais, pour compliquer le tout, il n'est pas impossible que plusieurs éditions d'une même série aient eu lieu avec quelques variantes. Ainsi, si la série de 1903 et la série de 1914 sont facilement reconnaissables, les séries de 1910 et surtout celle 1916 sont sujettes à caution.

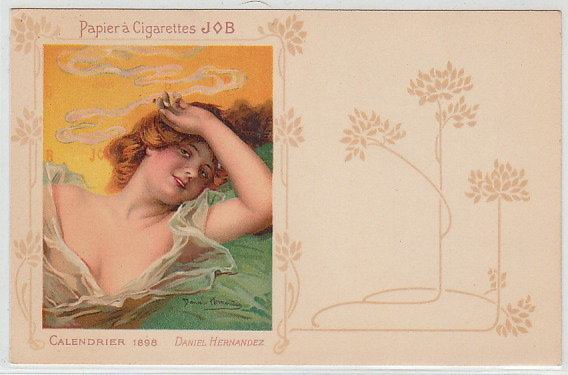
Série 1903 D. Hernández.

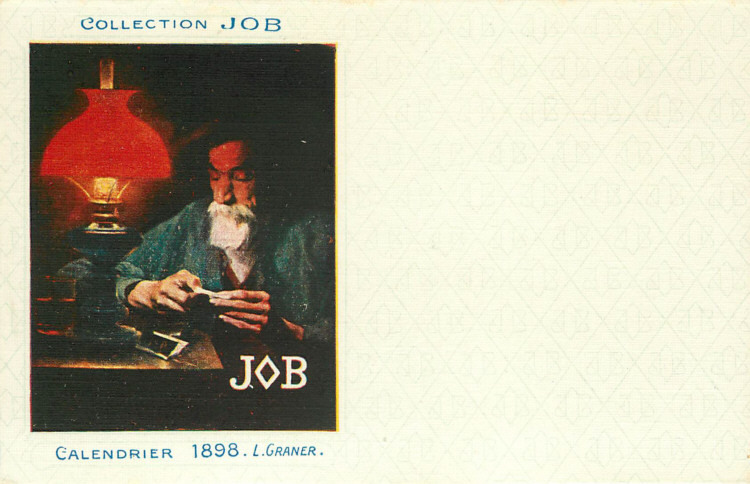
Série 1910 L. Graner.

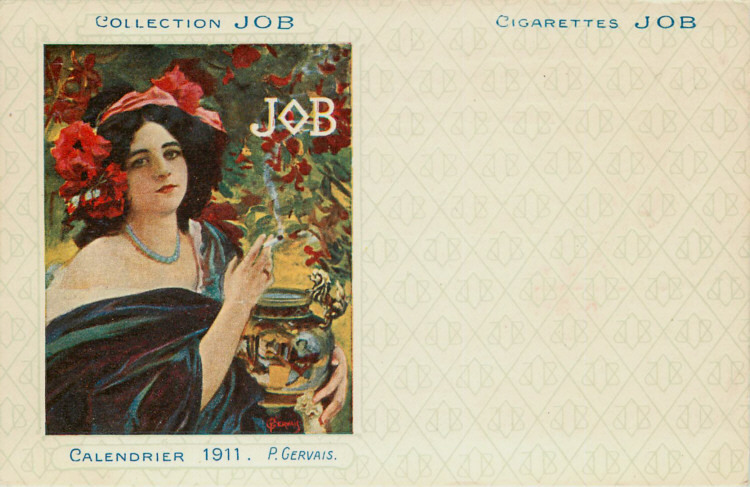
Série 1911 P. Gervais.

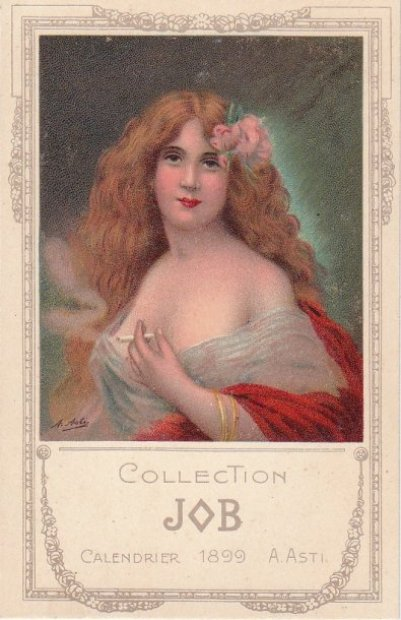
Série 1914 A. Asti.

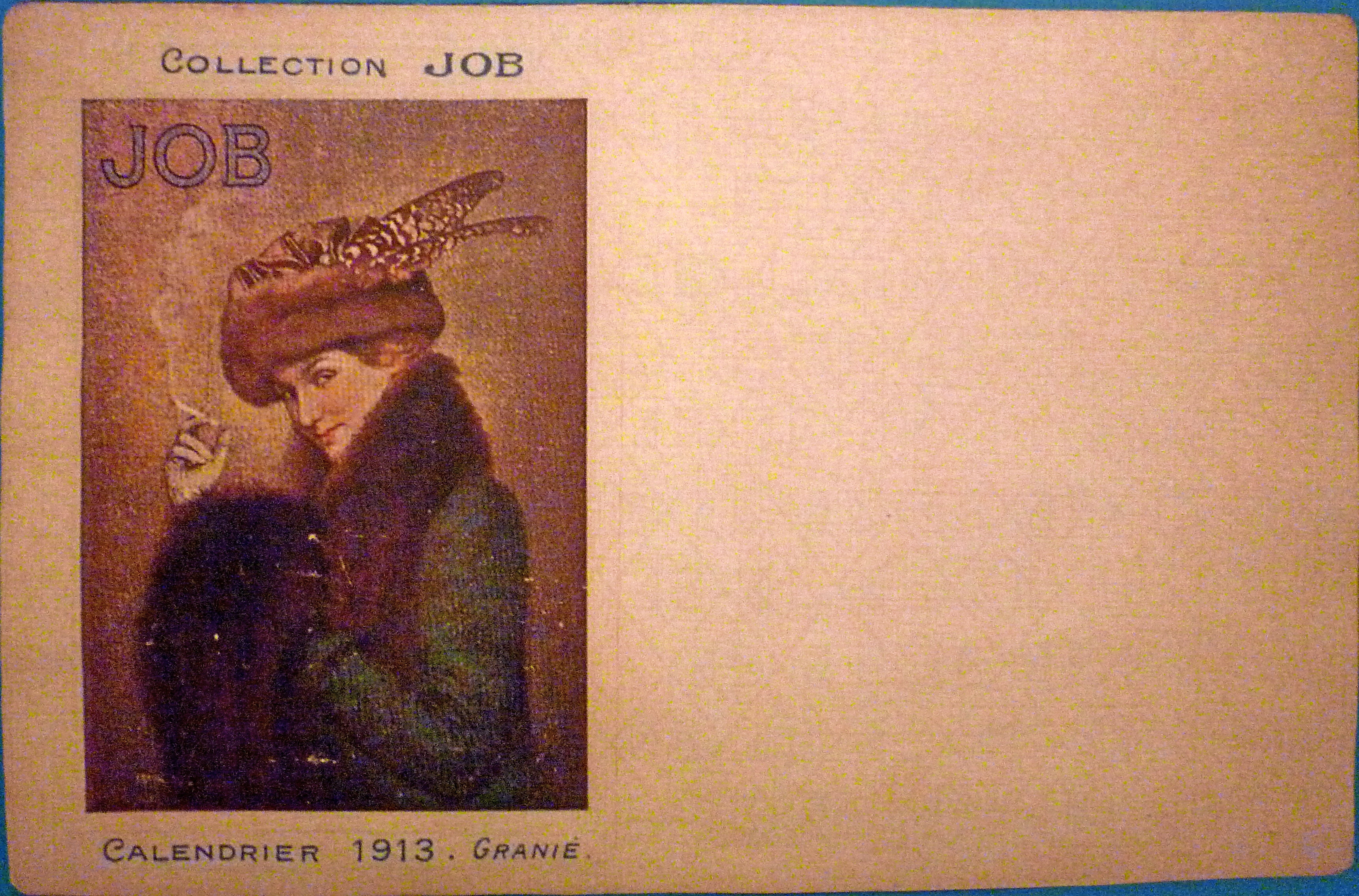
Série 1916 J. Granié.

| Série                             | Année | Nombre de cartes | Sens de la carte | Texte                         | Ornement/Imprimeur                         |
| --------------------------------- | ----- | ---------------- | ---------------- | ----------------------------- | ------------------------------------------ |
| 1re série                         | 1903  | 12               | Horizontal       | Papier à Cigarettes JOB       | Fleurs Art nouveau                         |
| 2e série                          | 1910  | 20               | Horizontal       | collection JOB                | Quadrillé, losange                         |
| 3e série                          | 1910  | 8                | Horizontal       | collection JOB                | Quadrillé, losange + marque imprimeur Lyon |
| 4e série                          | 1911  | 24               | Horizontal       | collection JOB Cigarettes JOB | Quadrillé, losange                         |
| 5e série dite « La grande série » | 1914  | 30               | Vertical         | collection JOB                | Frise guirlande de fleurs                  |
| « série de 1916 »                 | 1916  | 32               | Horizontal       | collection JOB                | Quadrillé, losange                         |

#### Série dite de 1903
Cette série comprend 12 cartes qui sont maintenant toutes retrouvées sauf Meunier et Chéret. Les cartes sont horizontales, illustrées du côté gauche et bordées d'un motif rose saumon « Art nouveau ». Le motif occupe également le fond de la partie droite. Une variante de cette série est également signalée avec des motifs floraux beiges. Les cartes portent la mention « Papier à cigarettes JOB ». Elles sont d'excellente qualité d'impression et relativement rares.

#### Séries dites de 1910
La série est dite « de 1910 » mais a fait l'objet de 2 émissions, au moins, vers 1907-1908. Ces séries comprennent, selon toutes vraisemblances, 20 cartes dans la série dite A et 8 cartes dans la série B (reproduction de calendriers).
La série 1910 (A) est horizontale, elle porte la mention « collection JOB » mais par contre ni marque d'imprimeur ni mention « cigarettes JOB ». Le fond est quadrillé.
Cette série existe en papier de deux qualités : toilé et lisse satiné. La qualité d'impression est bonne sur papier rugueux, passable pour les cartes sur papier lisse satiné. La série 1910 (B) est horizontale, elle diffère de la 1910 (A) par la mention « lyon » correspondant à la ville de l'imprimeur où elles furent réalisées par « Art couleurs ».

#### Série dite de 1911
Cette série comprend de manière certaine 24 cartes, c'est-à-dire toute la production jusqu'à 1911 sauf Rassenfosse. Cette série est horizontale, elle porte la mention « collection JOB, cigarettes JOB », le fond est quadrillé. La qualité de l'impression est passable sur fond rugueux et bonne sur les cartes ayant un fond lisse.

#### Série dite de 1914
La série de 1914 comprend toute la production jusqu’en 1914 soit 30 cartes. Le dessin est ici vertical et c'est la seule série où il occupe toute la surface de la carte et pas seulement une moitié. Dans le tiers inférieur de la surface, la mention « collection JOB » est reportée. Le verso divisé porte l'inscription « carte postale ». La qualité d'impression est très bonne.

#### Série dite de 1916
Cette série regrouperait toute la série soit 32 illustrations. Cette série est la plus rare de toutes et le tirage a dû être petit. Elle est fort logiquement la seule à comprendre les calendriers de Hervé et de Loup, sortis respectivement en 1915 et 1916. Mal connue et mal référencée, cette série dite « de 1916 » pourrait bien, en fait, n'avoir été commercialisée qu'après la guerre. De plus, quelques détails dans les descriptions diffèrent et pourraient orienter sur l'existence de 2 tirages distincts. En effet, les cartes sont toujours horizontales, la moitié gauche est la même que les séries de 1910 mais le côté droit est décrit, selon les sources, soit comme « décoré d'un unique losange, renfermant le mot Job très stylisée » soit comme étant identique à la série de 1910,. Le papier est rêche et l'impression passable. Cette série ferait l'objet de certaines particularités : le calendrier Gervais 1910 est indiqué par erreur de 1911 et le texte sur la carte de Ng Duc Thuc a été adapté.

#### Cartes isolées
- Mucha bureau de Londres

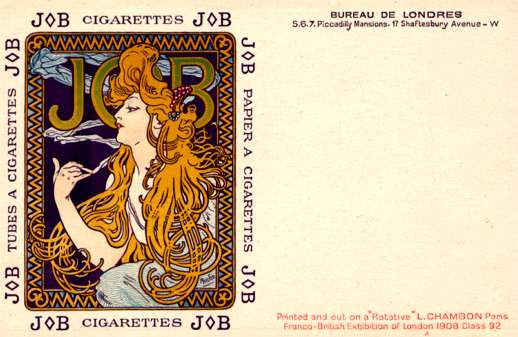
Carte postale d'Alfons Mucha, édition bureau de Londres, 1908

Il s'agit de la rare carte postale de 1908 éditée à l'occasion de l'Exposition franco-britannique de Londres par le bureau londonien de JOB. C'est la reproduction du calendrier de Mucha (femme blonde).
- Cappiello, le pacha

Il existe une carte postale verticale de Cappiello en grand format « papier à cigarettes et cigarettes JOB ». La date de tirage de cette carte n'est pas connue avec certitude (1914 ?). Certaines cartes postales de Cappiello diffèrent, en effet, de la série de 1914 par des petites variantes : pas de contour au recto ou pas d'inscription au verso, ceci est lié aux retirages d'époque de cette carte « à succès ».
- D'autres cartes

De la même manière qu'il existe une carte postale du calendrier de Gervais 1905 en grand format vertical, datant de vers 1914, il est difficile d'être exhaustif, les émissions de cartes postales ont sans doute été faites par ailleurs, mais de manière très sporadique.

### Description sommaire des œuvres de série

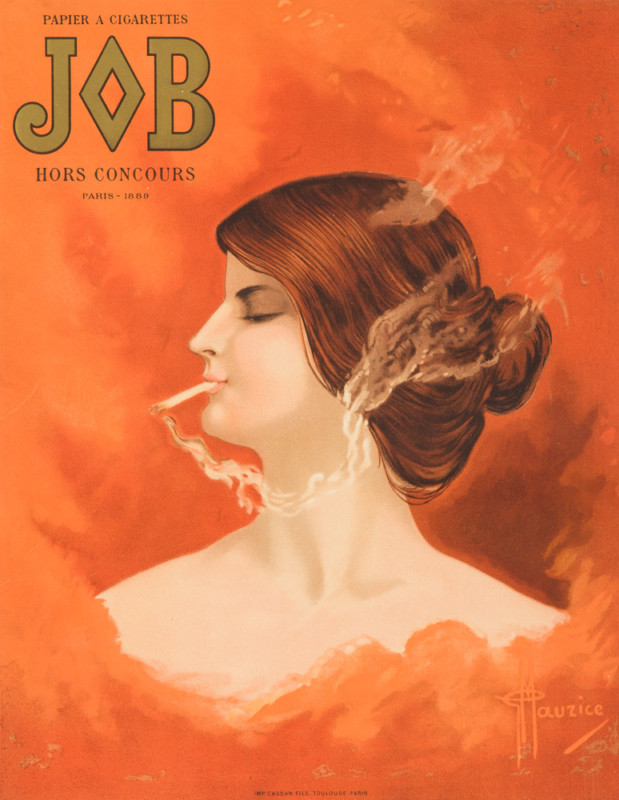
Calendrier 1897 G. Maurice

Chaque création de la série est initialement éditée en calendrier, parfois en affiche. Le calendrier est généralement sur support cartonné, ou au moins sur papier renforcé, il comporte une éphéméride de l'année, encochée dans le carton, qui a bien souvent été feuilleté et a disparu. L'affiche était sur papier, parfois en tirage de luxe.
L'affiche ou le calendrier, du moins le premier tirage, comprend souvent comme texte le slogan publicitaire « fumez le JOB ou ne fumez pas » dans la langue de destination de l'affiche, la marque « JOB », parfois une mention « hors-concours Paris 1889 » (ou 1900) et est souvent ornée d'une bordure harmonieuse. La référence à l'exposition universelle de Paris de 1889 ou de 1900, indique que la marque JOB était « hors-concours », c'est-à-dire qu'elle a obtenu une médaille. Cette précision est importante car parfois les biographes ont cru que la date correspondait à une médaille reçue par l'artiste lui-même.
D'autres tirages ont suivi sans aucune mention, avec seulement l'image décorative ; c'est le cas aussi des épreuves avant la lettre souvent retrouvées dans les fonds d'anciennes imprimeries. La marque de l'imprimeur est souvent présente, surtout pour les tirages de qualité, il s'agit souvent des anciennes imprimeries artistiques Cassan ou Sirven, qui ont toutes les deux des succursales à Toulouse et Paris. Il convient de différencier ces tirages lithographiques d'époque des reproductions récentes en vogue depuis une dizaine d'années, en impression offset et de garder à l'esprit que ces affiches, à vocation publicitaire, qui ne sont en aucun cas des estampes de cabinet, ont souvent fait l'objet, en leur temps, de plusieurs tirages de dimensions et de qualité différentes.
Voici une description sommaire des œuvres.
- Affiche Bouisset 1895. Firmin Bouisset, le spécialiste des publicités représentant des enfants (il est le père de la célèbre affiche du chocolat Menier) entame la série de la collection JOB par un petit ramoneur, noir de fumée, dont on n'ose voir le rapport avec la marque. Il est décliné sur des affiches, aujourd'hui rares, mais non en calendriers.
- Calendrier Meunier 1895. C'est la première femme JOB de la série. À en croire l'inscription portée sur les cartes postales il s'agit à l'origine d'un calendrier, mais force est de reconnaître qu'aujourd'hui ils ont presque tous disparu. L'affiche correspondante, d'époque, de dimensions importantes (240 × 87 cm environ), est imprimée par Chaix ; elle est plus destinée à tapisser les murs des villes qu'aux décorations intérieures. D'autres affiches ont des formats plus modestes mais néanmoins supérieurs aux créations postérieures des autres illustrateurs ; au vu des divers formats rencontrés, on peut en déduire que ce dessin à succès fait l'objet de nombreux tirages.
- Calendrier Chéret 1896. Arborant fièrement une cigarette, cette femme en mouvement, dont on voit le dos, est typique des créations élégantes et joyeuses de Chéret ; c'est donc « La Chérette » de la collection JOB. Sur le calendrier, de petit format, le dessin est mis en valeur par une bordure décorative : le motif en zigzag, celui-là même des carnets de papier à cigarettes de la marque et qui sera repris à l'envi par les affichistes[37]. Le dessin sans la frise est repris pour une imposante affiche de 1,20 mètre de hauteur par l'imprimerie Chaix[13].
- Calendrier Maurice 1897. Premier d'une longue série aux formats plus réduits que les affiches précédentes (dimensions 51 × 38 cm). Cette œuvre de Maurice, un artiste non identifié, représente une femme de profil, stylisée et dans les tons orangés. L'imprimeur est Cassan Fils Toulouse-Paris.
- Calendrier Mucha 1897 et affiche Mucha 1898. La célèbre femme blonde JOB de Mucha est mondialement connue. Créature splendide, rêveuse, aux longs cheveux tout en courbes se mêlant aux volutes de fumée ; elle ne laisse pas indifférent cette femme « style Mucha » que ses amateurs s'arrachent et que ses détracteurs qualifient de « macaroni Mucha »[38]. Icône des « femmes de publicité », Pin-up avant l'heure, les éléments sont réunis pour faire de ce calendrier « la » pièce maîtresse de la collection JOB, son emblème. Après avoir séduit, au début du XXe siècle les amateurs de l'Art nouveau, va être redécouverte dans les années 1960 par les adeptes du Psychédélisme, aujourd'hui encore l’œuvre est déclinée et adaptée pour d'innombrables travaux ou produits dérivés. Ce calendrier fait l'objet de nombreux tirages en affiches avec des tons légèrement différents. Pour sa deuxième création, la femme brune, Mucha s'est inspiré d'une fresque de Michel-Ange en la chapelle Sixtine. On distingue toujours la chevelure exubérante, typique et propre à Mucha, ainsi que maintes allusions à la marque JOB, de la broche à l'étui de papier à cigarettes et jusqu'au fond en guise de papier peint. Une troisième affiche de Mucha sera restée au stade d'ébauche[39]. Les planches sont imprimées à Paris par F. Champenois.

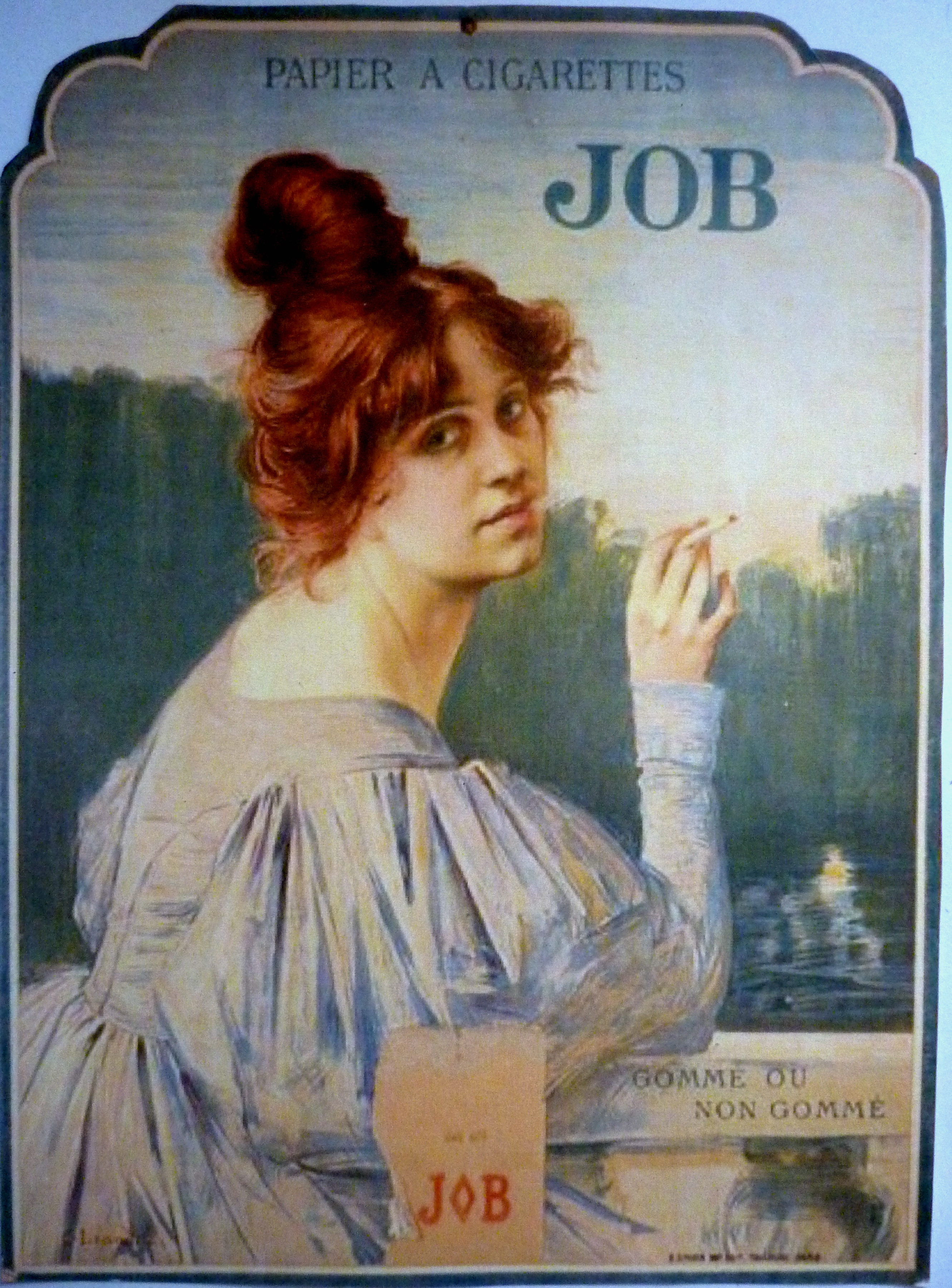
Calendrier 1900 Charles Léandre

- Affiche Atché 1897. La jeune Jane Atché, elle n'avait que 24 ans lorsqu'elle a imaginé ce sujet, est la seule femme ayant contribué à la collection[6]. Réalisée en 1896[40] pour un tirage l'année suivante, cette représentation stylisée de la femme fumant, les oppositions de couleur, font de cette affiche une œuvre remarquable. Son graphisme épuré évoque Toulouse-Lautrec ou les estampes japonaises[41]. La femme imaginée par Jane Atché fume avec naturel, simplicité et élégance dans sa grande cape noire, les cheveux sagement relevés[6]. Le projet d'affiche présentait une jeune femme en robe jaune paille et grande capeline noire, il est modifié par la société JOB : la robe devient vert tendre assortie au fond, le cercle de fumée tourne autour de la marque JOB et, comme sur la plupart des productions antérieures à 1900, le sigle « Hors Concours Paris 1889 est ajouté »[1]. L’affiche rompt avec la représentation de la femme en train de fumer comme « femme de mauvaise vie » ou « de moralité douteuse », à une époque où fumer était réservé aux hommes[6]. Imprimée à Toulouse par Cassan Fils, elle n'a pas été éditée en calendrier.
- Calendrier Graner 1898. Ce calendrier est atypique de la collection. Ici, pas de femme JOB mais un homme âgé, mal éclairé par une lampe à pétrole, qui se prépare consciencieusement une cigarette de la marque.
- Calendrier Hernández 1898. Ce peintre fait là sa seule contribution de femme JOB. Hernández réalisait souvent des portraits de jeunes femmes, telle celle-ci, pensives ou rêveuses bien dans leur époque et qui connurent un certain succès.
- Calendrier Asti 1899. Ce calendrier représente une femme à la longue chevelure avec une fleur, dans le style et avec cet attribut de la femme Art nouveau. Imprimé par Cassan Fils Toulouse-Paris, il est de dimensions 43 × 32 cm et porte la mention « Hors concours Paris 1889 ».
- Calendrier Léandre 1900. Léandre, cet humoriste montmartrois a réalisé une seule contribution à la collection JOB. Pour le calendrier, imprimé par Sirven à Toulouse, La jeune femme rouquine JOB de Léandre, au regard légèrement aguichant reflète le caractère boulevardier du peintre.
- Calendriers Maxence 1901, 1903 et 1905. L'original du calendrier 1901, une huile sur toile, est conservé au musée d'Orsay, étonnante peinture symboliste qui représente dans un décor végétal et arachnéen une femme rousse tenant une cigarette fumante dans la main : c'est Jeanne Bardou-Job, fille de l'industriel et mécène propriétaire des papiers à cigarettes JOB[42]. Le tirage en calendrier, de qualité par les couleurs et les dorures, porte la marque de l'imprimerie artistique Sirven de Toulouse. Devant son succès, il est systématiquement repris en carte postale et en affiches. Après la Femme rousse à l'orchidée, Maxence, récidive et représente pour le calendrier 1903 une femme à la cigarette en barque dans un décor aquatique de nymphéas. Enfin pour son troisième calendrier, Maxence, comme à son habitude, représente une femme dans un univers végétal.
- Calendriers Gervais 1902, 1904,1905, 1909,1910, 1911 et 1912. Gervais est le plus prolifique des peintres de la collection JOB, ses créations s'échelonnant sur une dizaine d'années. L'artiste aime représenter des jolies femmes avec des fleurs épanouies dans les cheveux : tout est prétexte à l'emploi d'une palette colorée et la femme à la guirlande de fleurs 1902 est sa première contribution. Chose relativement rare : elle ne fume pas, par conséquent la publicité pourrait être le support de bien d'autres produits que le papier à cigarettes. Deux ans après, le peintre toulousain dessine sa deuxième femme JOB. Cette femme au chapeau, qui tient un masque de carnaval près d'un éclairage, a été le support d'un agréable calendrier. Pour sa troisième contribution, Gervais reste dans le registre de la femme fleur, qu'il avait déjà interprété pour le calendrier de 1902. En 1909, il représente encore une femme avec des fleurs dans les cheveux, conforme à la représentation traditionnelle de la femme 1900. En 1910, c'est au tour d'une femme coiffée d'une mantille, en 1911 un joli calendrier d'une femme portant un vase et en 1912 une femme fumant, encore dans un décor de fleurs sur fond aquatique, une de ses œuvres les plus réussies.
- Calendrier Duvocelle 1906. Duvocelle, peintre de portraits, représente une femme de profil pour son unique contribution à la collection. Seuls le visage de la femme, les mains et surtout la cigarette sont pâles, les habits et le fond sont très sombres. Le calendrier complet a été distribué avec l'éphéméride de 1906, le dessin est daté de 1905 et il n'existe généralement pas de marque d'imprimeur ; le calendrier présente une large bordure imitation bois, cet encadrement n'est pas repris sur les cartes postales[8].

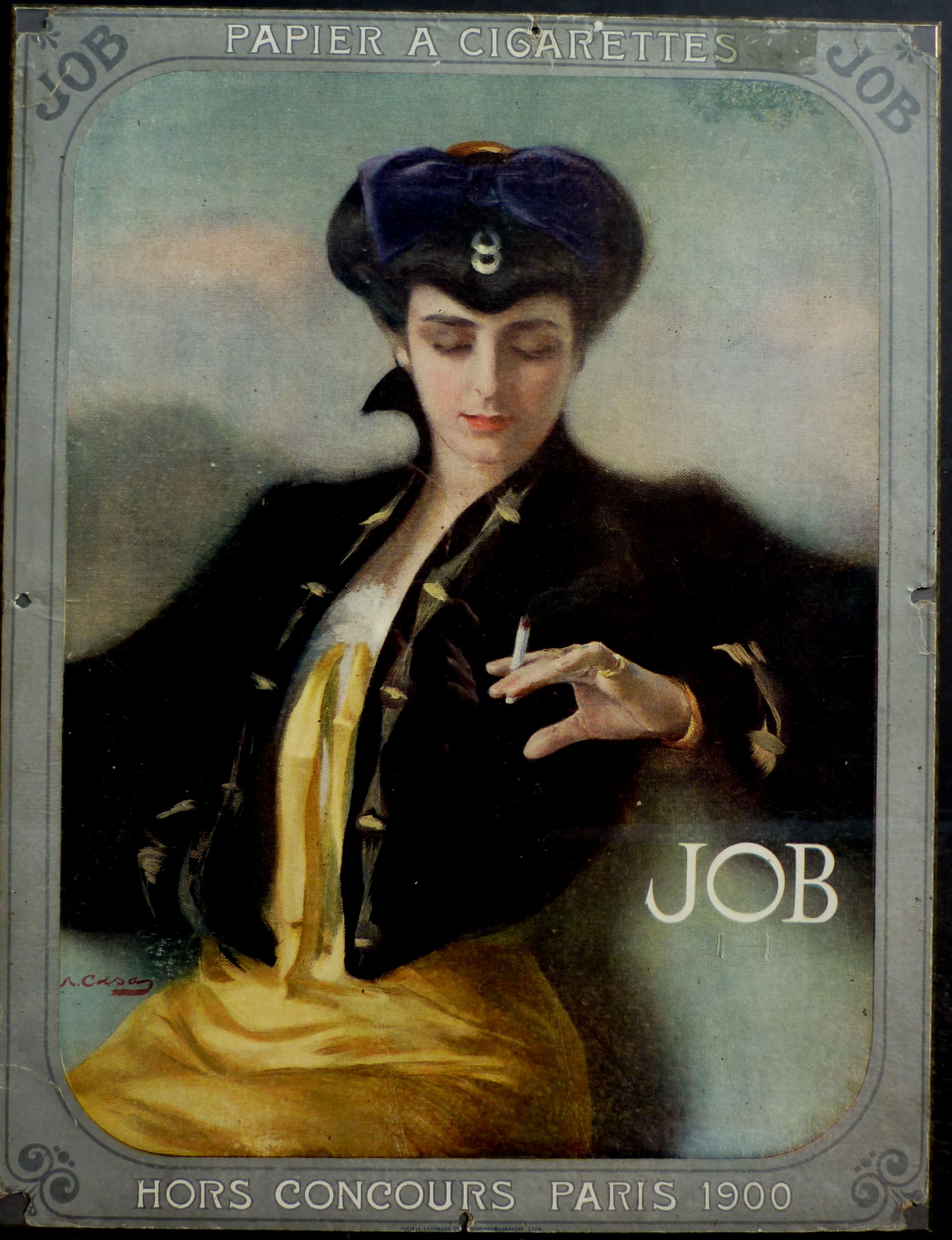
Calendrier 1906 Ramon Casas

- Calendrier Casas 1906. Le calendrier représente une femme en costume espagnol, veste noire et robe jaune. Le fond est traité en aplat comme le faisait fréquemment ce maître de l'école moderniste catalane. De par la finesse du dessin, les oppositions de couleurs, la maîtrise et l'originalité du trait, c'est une œuvre agréable et de qualité. Le dessin est entouré d'une bordure grise qui est absente sur les affiches et les cartes postales. Ce calendrier porte la mention « hors-concours Paris 1900 », aucune marque d'imprimeur n'y figure.
- Calendrier Villa 1907. Il représente une femme souriante, appréciant une cigarette dont la fumée forme les trois lettres JOB. L'œuvre n'est pas agrémentée d'une frise ou d'un cadre comme souvent en bordure.
- Calendriers Rochegrosse 1908 et 1914. Ces deux œuvres orientalistes sont traitées dans les teintes orangées chères à cet artiste. La femme JOB 1908 porte une tunique découvrant ses épaules dans une attitude légèrement aguichante. La marque d'imprimeur est Lyon et le calendrier est bordé d'une frise dans les tons orangés. La deuxième femme, illustrant le calendrier de 1914, est une belle orientale portant diadème.
- Calendrier Granié 1913. Le calendrier, assez rare, de l'imprimerie Champenois à Paris représente une femme coiffée d'un chapeau orné de plumes. L'œuvre est aujourd'hui surtout connue par la carte postale, correspondant à ce calendrier, éditée pendant la « Grande Guerre ».
- Affiche Rassenfosse 1910. L'affiche représente une gitane qui fume. Il s'agit d'une affiche de grandes dimensions, 129 × 94 cm imprimée à Liège.
- Affiche Cappiello 1914. Cappiello est, avec Cassandre, le précurseur de l'affiche moderne. Sa création pour JOB est résolument en rupture de ses prédécesseurs et de l'Art nouveau, d'ailleurs à son crépuscule, pour un nouveau style d'affiche jouant sur les oppositions de couleurs pures, sur les lignes stylisées et la recherche artistique. Il quitte aussi le répertoire trop exploité de la femme pour créer son pacha, lequel fait partie des rares œuvres JOB représentant des hommes. Le pacha de Cappiello aura beaucoup de succès et sera réédité. Ce sont ces retirages qui sont les plus fréquents, ou les moins rares, de nos jours. L'imprimeur est soit Vercasson soit Devambez. L'affiche de 1933 de l'imprimerie Vercasson, Paris, porte la mention 13e édition juin 1933 ce qui montre le succès de cette affiche auprès du public[43]. Quant à Devambez, son concurrent, ses pratiques commerciales agressives favorisent également les gros tirages de Cappiello, son poulain[44]. Toujours est-il que, malgré ces tirages relativement conséquents, l'affiche demeure très collectionnée des amateurs de belles images, sa cote s'en ressent.
- Affiche Duc Thuc 1914. L'affiche de Nguyen Duc Thuc, originale et très rare, est atypique dans la collection. Représentant une scène chinoise, elle porte, sur un large bandeau supérieur, le dessin d'un parchemin déroulé se lequel figure la mention « la grande marque française JOB », montrant l'importance prise par la société à l'export.
- Calendrier Hervé 1915. Ce calendrier émis en période de guerre, représente une femme en tailleur rouge qui imite une veste d'uniforme. Le calendrier est assez rare et la carte postale, de la dernière série 1916, est presque introuvable.
- Calendrier Loup 1916. La femme JOB d'Eugène Loup est finement traitée en camaïeu dans les tons bruns. Il s'agit d'une rare présentation où la femme JOB pensive (nous sommes en temps de guerre) ne fume pas. Le calendrier[45], dont le tirage a été petit, ne présente généralement pas de marque d'imprimeur. La carte postale qui n'existe bien évidemment que dans la dernière série (1916) est très rare.

### Autres créations
Sont listées ici les autres affiches qui sont rarement référencées et citées. N'ayant pas fait l'objet de carte postale, elles ne bénéficient pas de la formidable mémoire offerte par ce moyen de grande diffusion, celui d'une image largement collectionnée et présentant l'avantage du petit format présente un développement sur la comparaison entre la collection de la carte postale et de l'affiche autour de 1900, les répertoires spécialisés et les séries de cartes postales consacrées à l'affiche (Cinos, Gérin, Job, affiche des Chemins de Fer). Elles n'en présentent pas moins d'intérêt, d'autant qu'elles sont parfois l'œuvre d'illustrateurs importants.

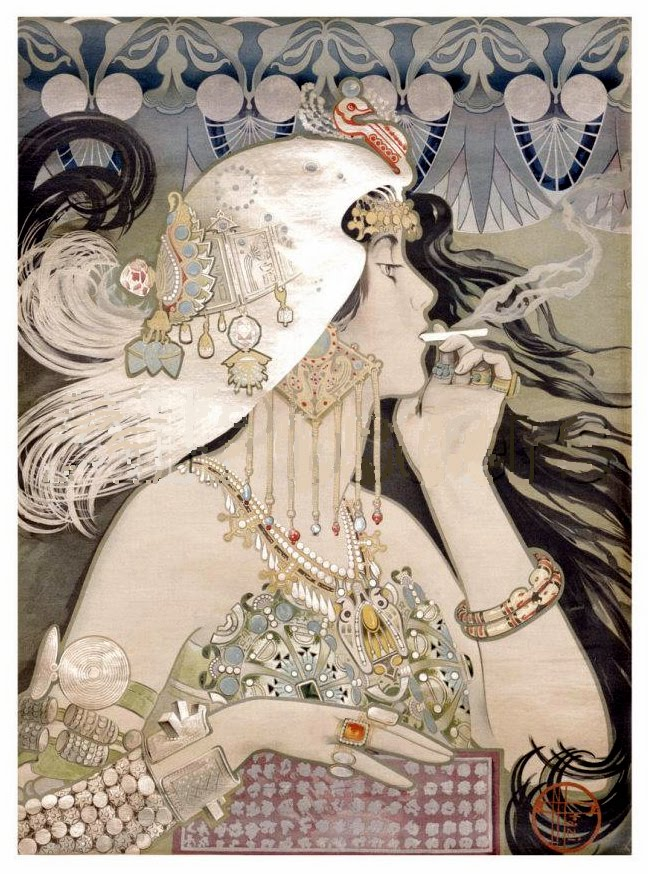
Affiche 1902 Manuel Orazi

| Année          | Illustrateur             | Thème                                    | Description |
| -------------- | ------------------------ | ---------------------------------------- | --- |
| 1895           | Jean de Paleologue (Pal) | Art nouveau : femme sensuelle            | Affiche portant le texte « hors-concours Paris 1889 », représentant une femme sensuelle ou une cocotte, audacieusement vêtue, en robe verte près d'une table de nuit |
| vers 1900      | Louis Vallet             | Humour : le sapeur pompier               | rare affiche humoristique JOB d'un sapeur pompier d'intervention sacrifiant l'extinction du feu au plaisir d'une cigarette |
| 1898           | Félix Thuillière         | Militaria : Le spahi                     | Affiche intitulée Spahi, dimensions 55 × 36 cm, éditée par l'imprimerie Cassan fils, Toulouse Paris et daté 1898 |
| vers 1900-1910 | Félix Thuillière         | Militaria : cosaque de la garde          | Affiche intitulée Cosaque de la garde, dimensions 55 × 36 cm, éditée par l'imprimerie Cassan fils, Toulouse |
| 1902           | Manuel Orazi             | Art nouveau : Femme de profil            | Affiche ou estampe, femme de profil, pas de marque JOB mais souvent citée comme telle, |
| vers 1914      |                          | Militaria : Soldats au front             | Soldats au front pendant la « Grande Guerre ». Série patriotique d'affiches sur les différents corps d'armées européens. Les affiches montrent le plus souvent des soldats se roulant ou fumant une cigarette. Slogan, en langue française seulement, « fumez le JOB ou ne fumez pas », divers panonceaux de dimension moyenne (environ 50 cm) non signés, exemple d'illustration : servant de canon, soldat de l'infanterie française |
| 1915           | Gaspar Camps             | Espagne : femme au fume-cigarette        | Femme espagnole, femme au style vestimentaire raffiné et fume-cigarette sur fond rouge, Dimensions 50 × 40 cm ou 43 × 30,5 cm |
| vers 1920      | Gaspar Camps             | Espagne : Espagnole au collier de perles | Affiche sur fond vert d'une « femme fatale », Imprimerie Sirven à Toulouse, 26 × 35,2 cm, outre JOB l'affiche a également été utilisée par d'autres marques, comme Anis Antich |
| vers 1920      | André Joyeux             | Colonies : couple de fumeurs asiatique   | Affiche avec couple de fumeurs asiatiques de profil se faisant face, dimensions 160 × 120 cm, imprimerie Sirven, Toulouse Paris |
| vers 1920      | André Joyeux             | Colonies : bouddha                       | Affiche représentant un bouddha en méditation, dimensions 52 × 38 cm, une des affiches pour JOB signée A. Joyeux est conservée à la Bibliothèque de Genève et datée Circa 1910 |
| 1923           | André Joyeux             | Colonies : vieux chinois                 | Affiche représentant un vieux chinois sur fond rouge, dimensions 52 × 36 cm, imprimerie Sirven, Toulouse. Affiche datée de 1923 par le musée du papier d'Angoulême |
| 1924           | Cyprien Boulez           | Femme à l'éventail                       | Affiche représentant une femme en tenue d'été portant un éventail |

## Dans l'Art duXXesiècle
Jusqu'en 1914, les éditions de calendriers, affiches et cartes postales sont courantes. Elles se raréfient pendant la guerre, mais continuent néanmoins. Dans l'Entre-deux-guerres, les affiches mettent surtout en avant les produits à l'exportation dans les colonies.
Plus grand-chose à signaler dans les années 1930, la collaboration avec les artistes devient exceptionnelle. À signaler toutefois une création typiquement Art déco « Cigarettes Job blanches » du graveur suisse Noël Fontanet (1898-1982) et le retirage en 1933 de l'affiche Le pacha de Cappiello. Les quelques affiches de la marque des années 1940 d'un géométrisme rigoureux, même si elles sont dignes d'intérêt ne se démarquent pas de la masse des publicités de l'époque ; elles sont parfois anonymes. En 1961, le graphiste et illustrateur Donald Brun réalisera une affiche publicitaire pour la marque titrée Algérienne Job.
JOB inspire les artistes, tel Maurits Cornelis Escher avec sa lithographie reptiles de 1943. Après plusieurs dizaines d'années de disgrâce, l'Art nouveau revient sur le devant de la scène dans les années 1960. En 1966, l'affiche JOB d'Alfons Mucha 1897, sera ré-interprétée par Stanley Miller et Alton Kelley avec un effet psychédélique. Imprimée à San Francisco, pour annoncer un concert de rock. Mais dans l'un et l'autre cas, il ne s'agit plus d'une commande de la marque JOB.
Comme ailleurs dans le monde, dans le dernier quart du XXe siècle, la lutte contre le tabagisme devient, en France, une priorité de santé publique. Les lois Veil de 1976 et Evin de 1991 interdisent toute publicité, directe ou indirecte, en faveur du tabac et des produits dérivés. Ces dispositions auraient pu marquer un coup d'arrêt mais les créations artistiques de la marque, alors en proie à de graves difficultés financières étaient, de toute façon, déjà tombées en désuétude.
Néanmoins outre-Manche, en 2008, la société JOB demande au musicien punk, peintre et stuckiste britannique Paul Harvey
, artiste inspiré par l'Art nouveau de remettre au goût du jour les affiches publicitaires de la marque. Ainsi est imaginée une série d'affiches des « doubles célèbres », Famous doubles, une référence commerciale aux paquets doubles de la fabrique JOB. Gilbert et George apportent leur soutien à cette création graphique contrairement à d'autres duos d'artistes, The Mighty Boosh ou The White Stripes, figurant sur les projets d'affiches sans leur accord. Famous Doubles seront exposés à la galerie d'art contemporain Wanted Gallery de Notting Hill à Londres en 2009. Les affiches représentent tout à la fois des personnages réels et imaginaires, sans allusion directe à la marque sauf via la mémoire collective. Ainsi, dans un décor très Art nouveau où l'on reconnait la frise du calendrier 1903 d'Edgar Maxence et dans une composition symétrique, Gilbert et George posent debout encadrant Le pacha, personnage emblématique imaginé par Leonetto Cappiello près d'un siècle plus tôt, comme pour « boucler la boucle ».
Aujourd'hui, les affiches de la collection sont reconnues et largement reproduites. Si les amateurs d'art et collectionneurs privilégient les planches d'époque en chromolithographie qu'il est assez aisé de reconnaître, le marché est inondé de « posters décoratifs », reproductions d'images à petit prix. Pour orner les murs, ces belles images d'autrefois ont encore et toujours leurs amateurs. La collection JOB demeurera un exemple intemporel remarquable de création graphique publicitaire.

## Galerie d'images

### Quelques calendriers et affiches

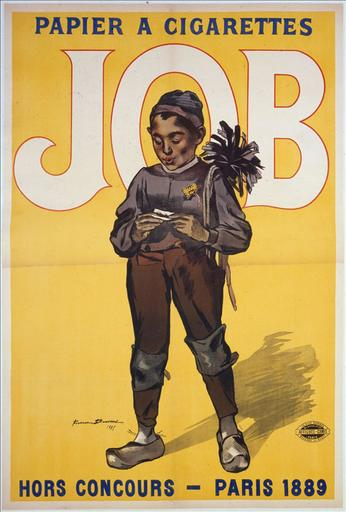
Firmin Bouisset, affiche 1895
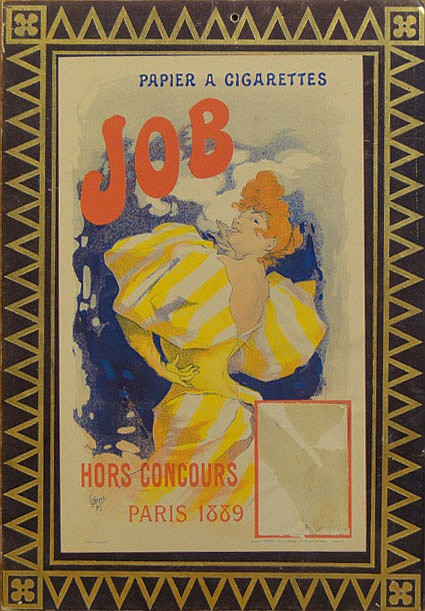
Jules Chéret, calendrier 1896 avec sa frise en zigzag
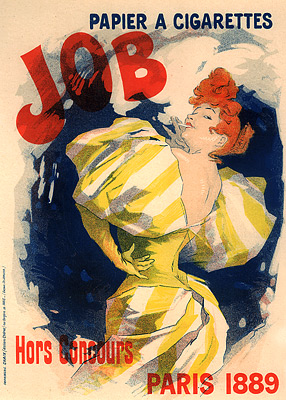
Jules Chéret, affiche 1896
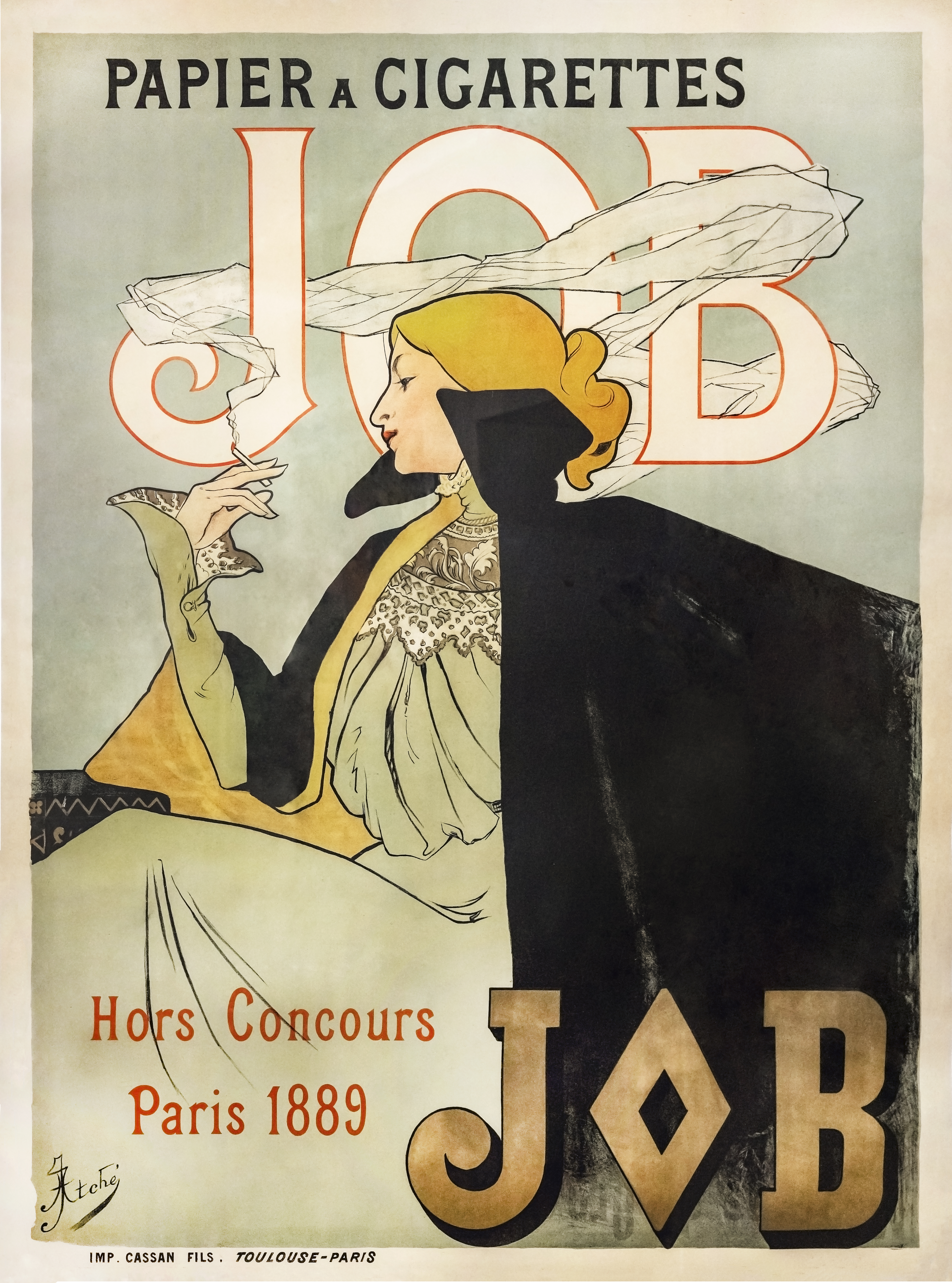
Jane Atché, affiche 1896
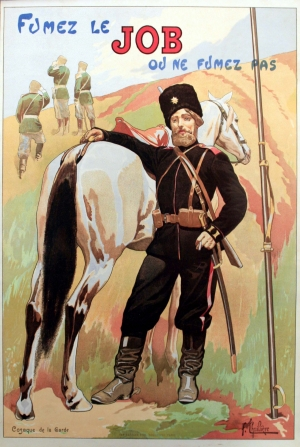
Félix Thuillière, affiche vers 1900
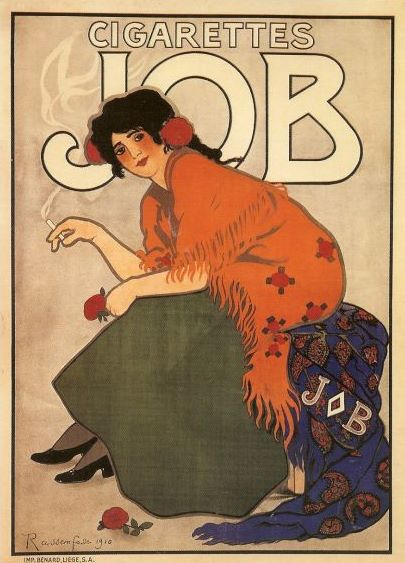
Armand Rassenfosse, affiche 1910
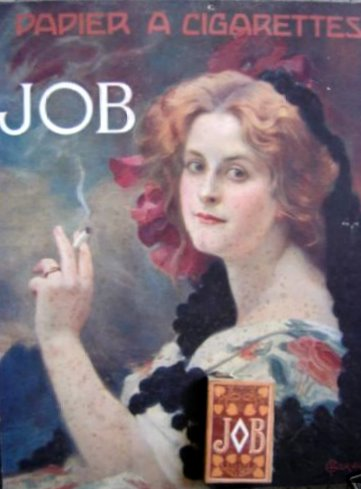
Paul Jean Gervais, calendrier 1910 avec son éphéméride
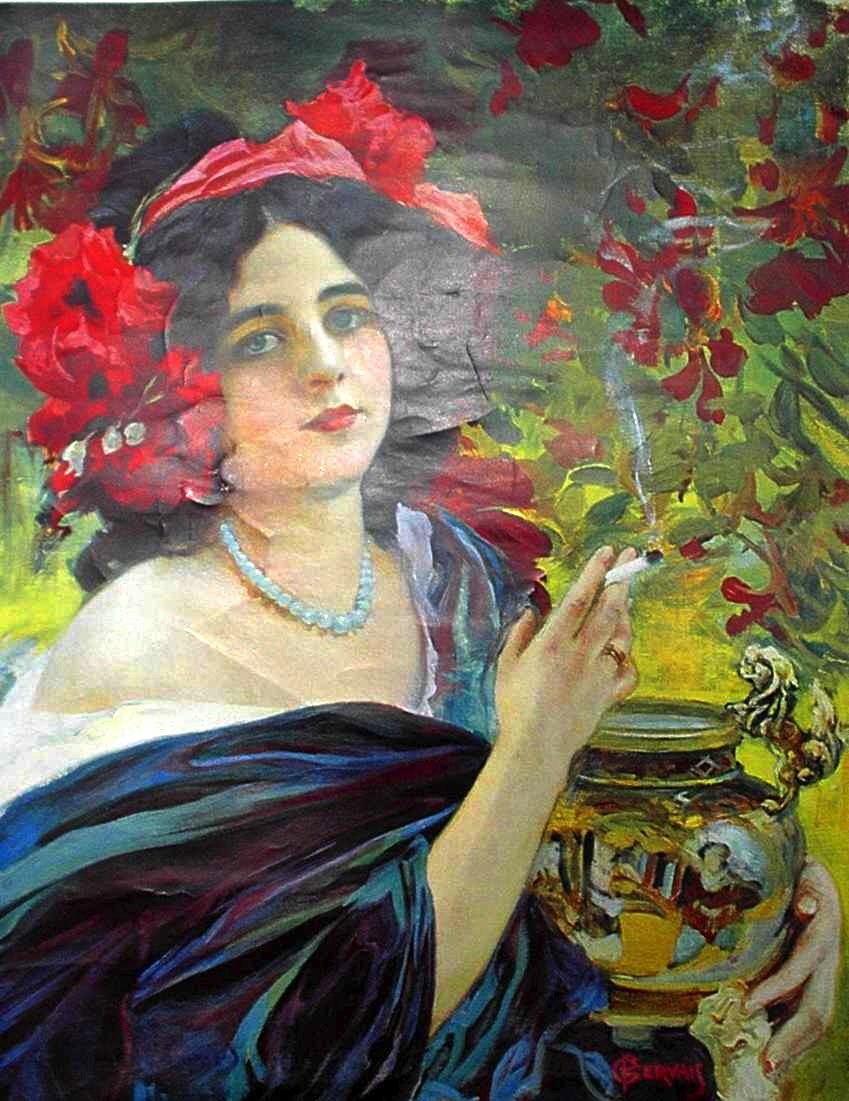
Paul Jean Gervais, affiche 1911

### Quelques cartes postales

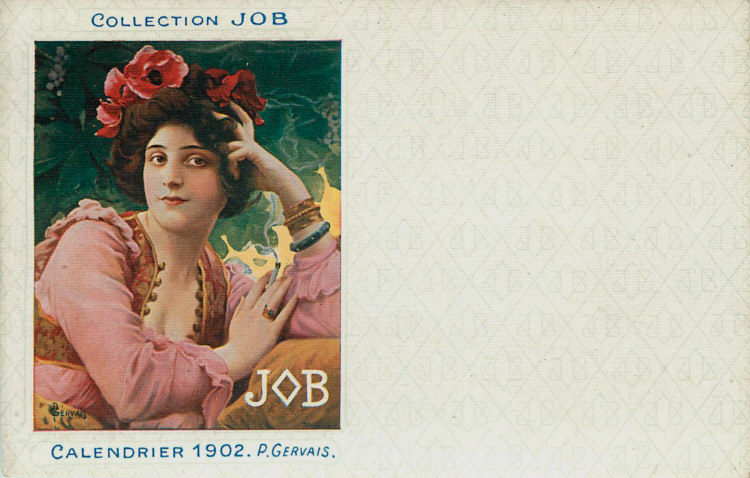
Paul Jean Gervais, carte postale, 1902
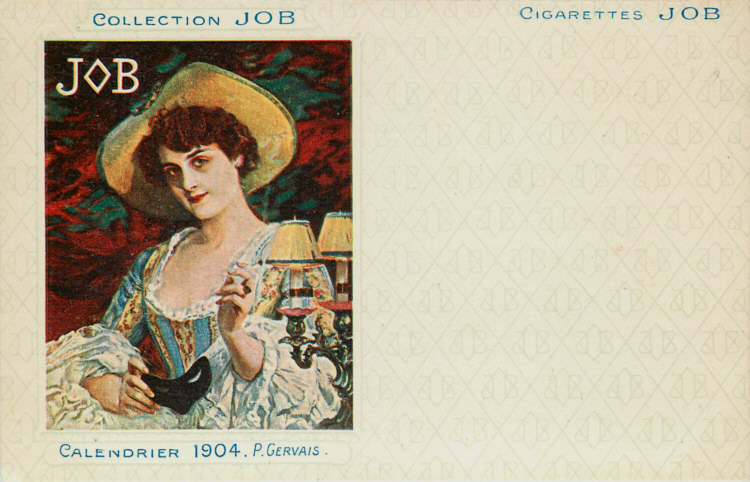
Paul Jean Gervais, carte postale, 1904
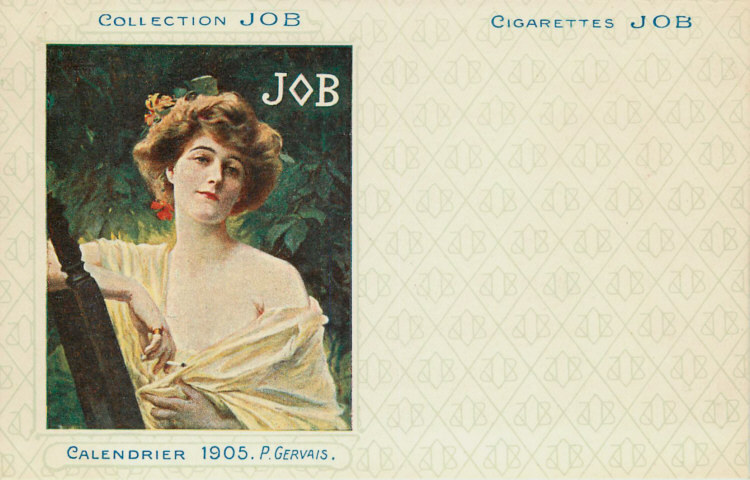
Paul Jean Gervais, carte postale, 1905
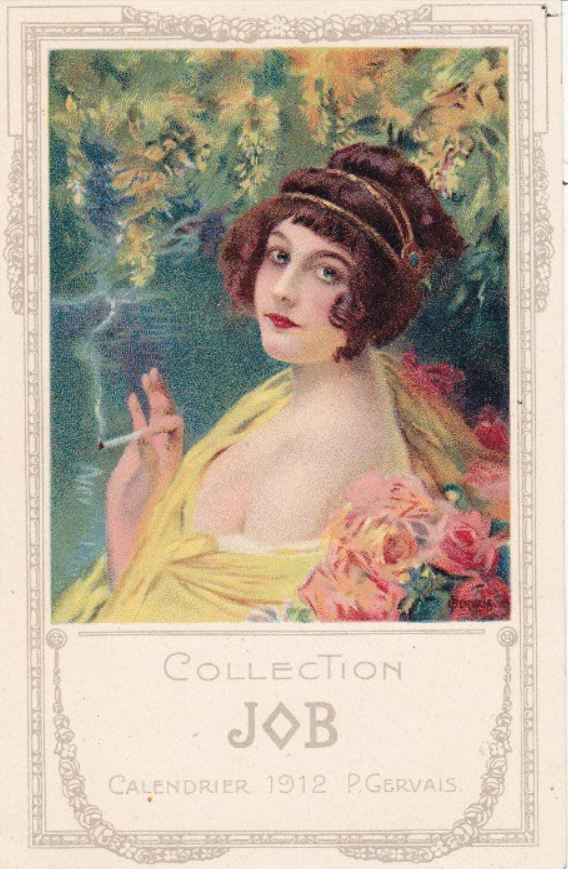
Paul Jean Gervais, carte postale, 1912
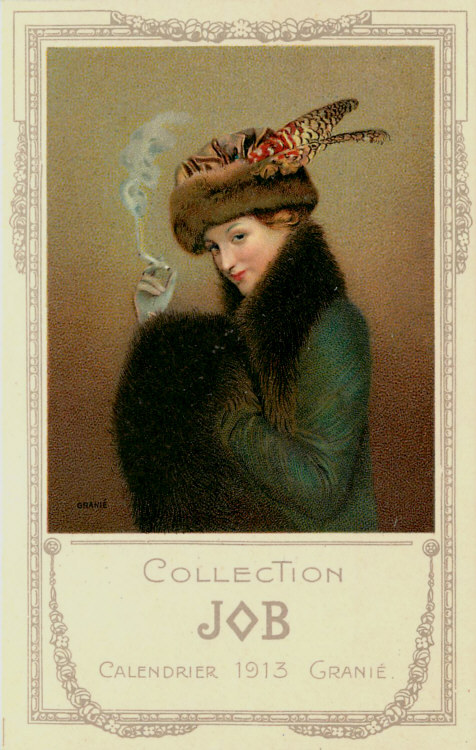
Joseph Granié, carte postale, 1913

L'année indiquée correspond à la sortie du calendrier.